# Ossip Iwanowitsch Runitsch

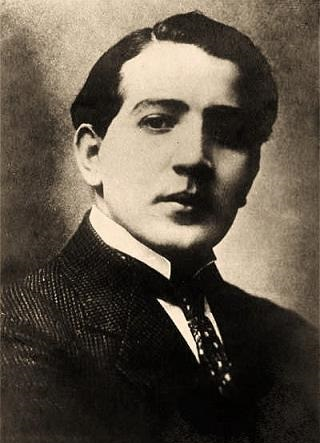
Ossip Runitsch

Ossip Iwanowitsch Runitsch (russisch Осип Иванович Рунич, auch Osip Runich und Giuseppe Runitsch; geboren als Fradkin (russ.: Фрадкин); * 1889 im Russischen Kaiserreich; † 6. April 1947 in Johannesburg, Südafrika) war ein russischer Schauspieler und Theaterregisseur.

## Leben und Wirken
Runitsch begann seine Bühnenlaufbahn in den letzten Jahren des Zarentums in Russland und erspielte sich am Moskauer Künstlertheater und am Sankt Petersburger Eremitage-Theater rasch beträchtliche Popularität. Daraufhin wurde er während des Ersten Weltkriegs zum Film geholt, wo er tragende Rollen vor allem in Literaturadaptionen übernahm. In einer seiner ersten und wichtigsten Auftritte vor der Kamera, der Tolstoi-Verfilmung Krieg und Frieden, verkörperte Runitsch den Nikolai Rostow. Kurz nach der Oktoberrevolution war seine Filmkarriere vorläufig beendet, und Runitsch schloss sich dem Tross zahlreicher weißrussisch gesinnter Künstler an, die das bolschewistisch gewordene Land in Richtung Westeuropa verließen.
Zunächst fand er Beschäftigung am Theater des Russischen Dramas im lettischen Riga. 1919 zog er weiter nach Italien. Dort angekommen, setzte Runitsch, den Vornamen nunmehr in Giuseppe italienisiert, 1920 kurzfristig seine Filmtätigkeit fort. Noch im selben Jahr entschloss er sich zur Übersiedelung nach Deutschland. In Berlin war er bis zum Ende des Jahrzehnts ein gefragter Darsteller großer Nebenrollen. Mehrfach wurde er als Direktor und Adeliger besetzt, er spielte aber auch einen Revolutionär (in der Danton-Verfilmung von 1921). In einigen Inszenierungen exilrussischer Regisseure wie Dimitri Buchowetzki, Nikolai Malikoff, Georg Asagaroff und Wladimir Strijewski spielte er auch Hauptrollen. Neben seiner Filmtätigkeit übernahm Runitsch in Berlin auch die Funktion eines Präsidenten der Union der russischen darstellenden Künstler.
1921 kam er erstmals nach Paris, wo er sich an Aufführungen exilrussischer Theaterstücke aber auch an Balletts und Opern beteiligte. In seiner filmlosen Zeit (1925 bis 1928) widmete sich Runitsch anderen künstlerischen Aktivitäten in Paris. So unterrichtete er an der ersten russischen Akademie der französischen Hauptstadt und war im Vorstand des Kunstkreises für russische Literatur. Runitsch gab Lesungen in russischer Sprache und sorgte für die Organisation solcher Veranstaltungen (auch Konzerte).
Runitschs deutsche Leinwandkarriere kam mit Anbruch des Tonfilmzeitalters endgültig zum Erliegen, wohl weil er die deutsche Sprache nicht ausreichend beherrschte. 1933 folgten er und seine Frau, eine Balletttänzerin, einer Einladung jüdischer Künstlerfreunde und ließen sich in Südafrika nieder. Dort gründete Runitsch eine eigene Spielstätte, das Johannesburg Studio. Sein Spezialgebiet war nunmehr das klassische russische Theater sowie musikalische Aufführungen. Mehrfach stellte der Exilrusse dort Opernaufführungen auf die Beine und führte Regie. Außerdem schloss sich Runitsch dort der Gesellschaft der Freunde der Sowjetunion an.

## Filmografie (Auswahl)
- 1915: Wojna i mir (russ.: Война и Мир)
- 1915: Oboschennije krilja (russ.: Обожженные крылья)
- 1917: Istersannije duschi (russ.: Истерзанные души)
- 1917: Schiwoj trup (russ.: Живой труп)
- 1918: Poslednije tango (russ.: Последнее танго)
- 1920: Lord Bluff
- 1920: La catena
- 1920: Die Bestie im Menschen
- 1921: Danton
- 1921: Das Spiel mit dem Feuer
- 1922: Psicha, die Tänzerin Katharina der Großen
- 1922: Die höllische Macht
- 1922: Marie Antoinette
- 1923: Ihr Fehltritt
- 1923: Der Puppenmacher von Kiang-Ning
- 1924: Frühlingsfluten
- 1924: Taras Bulba (2 Teile)
- 1924: Prater
- 1924: Das goldene Kalb
- 1928: Tagebuch einer Kokotte
- 1929: Sensation im Wintergarten
- 1930: Das Donkosakenlied